# Juma Mwapachu

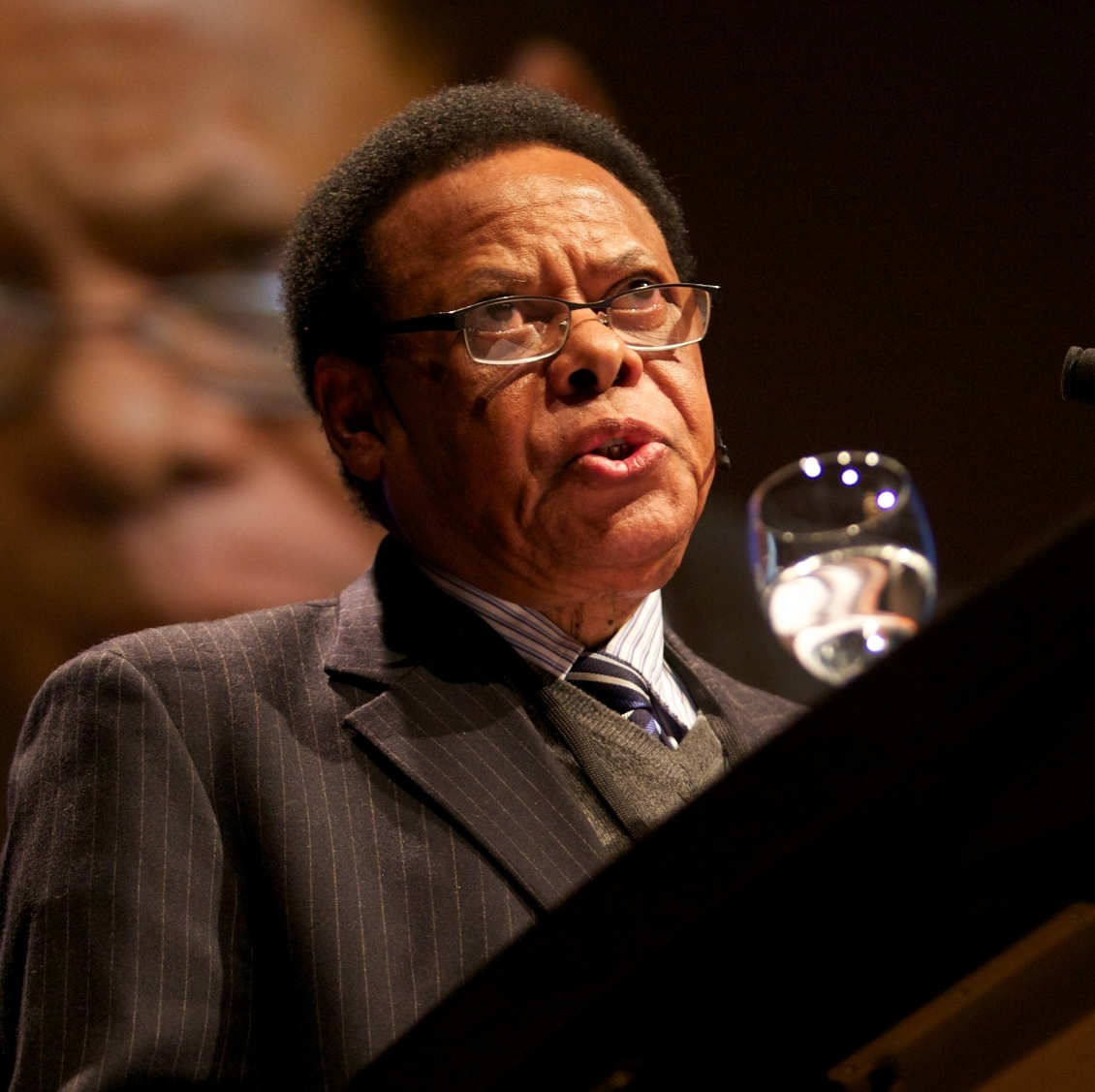
Juma Mwapachu 2012

Juma Volter Mwapachu (geb. 27. September 1942, Mwanza, Tanganjika; gest. 28. März 2025, Daressalam, Tansania) war ein tansanischer Politiker und Diplomat. Er war Generalsekretär der Ostafrikanischen Gemeinschaft von 2006 bis 2011.

## Leben
Juma Mwapachu hat einen Bachelor of Laws (licence en droit) von der University of Dar es Salaam (damals Teil der University of East Africa) und ein Postgraduierten-Diplom (diplôme de troisième cycle) in Völkerrecht und Diplomatie von der Indian Academy of International Law in Neu-Delhi. Er diente als Berater an der tansanischen Botschaft in Äthiopien und später an der tansanischen Hochkommission in Indien.
Er diente auch als Botschafter Tansanias in Frankreich. Im Jahr 2006 wurde er zum Generalsekretär der Ostafrikanischen Gemeinschaft ernannt, eine Position, die er fünf Jahre lang innehatte. In dieser Funktion war er Vorsitzender des trilateralen Wirtschaftsführerausschusses von COMESA-EAC-SADC. Weltpräsident der Society for International Development (SID) und Generalsekretär der tansanischen Handels-, Industrie- und Landwirtschaftskammer. Er war Vorstandsvorsitzender von fünf Organisationen/Unternehmen und Mitglied des Vorstands von acht Unternehmen.
Er war Mitglied mehrerer Präsidentenkommissionen. Er war Präsident der Convocation, Mitglied und stellvertretender Vorsitzender des Verwaltungsrats der Universität von Daressalam und Vorsitzender des Rates der Universität Dodoma. Er wurde vom kenianischen Präsidenten Mwai Kibaki mit dem Ordre du Cœur d’Or (Orden des Goldenen Herzens, MGH) ausgezeichnet.
Juma Mwapachu ist Ehrendoktor der Universität Daressalam und der Université nationale du Rwanda. Er ist Autor von vier Büchern und Mitherausgeber von zwei weiteren.

## Werke
- Confronting New Realities: Reflections on Tanzania’s Radical Transformation.
- Management of Public Enterprises in Developing Countries.
- Local Perspectives on Globalization; The African Case. (mit J. Semboja, E. Jansen)
- President of the Society for International Development.